# Chó săn gấu Redbone
Chó săn gấu Redbone là một giống chó có nguồn gốc từ Hoa Kỳ được sử dụng để săn bắn gấu trúc, nai, gấu và báo sư tử. Tiêu chuẩn của Câu lạc bộ Chăm sóc Chó Hoa Kỳ cho biết: "Chó Redbone hòa quyện vẻ đẹp và cả tính khí tự tin và khả năng săn bắn tốt." Giống chó này đã được đăng ký với Liên Hiệp Các Câu lạc bộ Chăm sóc Chó từ năm 1902 và Câu lạc bộ Chăm sóc Chó Hoa Kỳ từ năm 2009. Redbone là giống chó săn đặc trưng trong cuốn tiểu thuyết cổ điển Where the Red Fern Grows.

## Tính cách
Chó săn gấu Redbone là một giống chó cực kỳ lớn tiếng, đúng như yêu cầu về một giống chó săn. Loài này được biết đến với tiếng kêu kéo dài, lè nhè của chúng, còn được gọi theo cách thông thường là tiếng sủa. Cách sủa đặc biệt này có thể phân biệt rất nhiều so với việc sủa thông thường vào ban ngày của chúng. Tiếng sủa đặc biệt của chó săn gấu Redbone thực chất là tiếng sủa hỗ trợ khi săn bắn. Huấn luyện chó săn gấu Redbone là một yếu tố quan trọng để tạo ra một con chó có khả năng hỗ trợ khi đi săn. Việc huấn luyện đúng cách nên bắt đầu càng sớm càng tốt. Chó săn gấu Redbone có một tư duy bướng bỉnh có thể làm việc với lợi thế của chủ sở hữu, nhưng Redbone cũng có thể cần hấp thụ một lượng thông tin đáng kể để có thể trở thành ra một con chó săn đáng tin cậy.